# Agostino Depretis
Agostino Depretis, italijanski novinar in politik, * 31. januar 1813, Mezzana, † 29. julij 1887, Stradella.
Depretis je bil minister za notranje zadeve Italije (1878, 1878-1879, 1879-1887), predsednik vlade Italije (1876-1877, 1877-1878, 1878-1879, 1881-1887) in minister za zunanje zadeve Italije (1878-1879, 1885, 1887).